# Lemon Grove (Florida)
Lemon Grove ist  ein census-designated place (CDP) im Hardee County im US-Bundesstaat Florida. Das U.S. Census Bureau hat bei der Volkszählung 2020 eine Einwohnerzahl von 637 ermittelt. 

## Geographie
Lemon Grove liegt rund 10 km östlich von Wauchula sowie etwa 110 km östlich von Tampa. Der CDP wird von der Florida State Road 64 durchquert.

## Demographische Daten
Laut der Volkszählung 2010 verteilten sich die damaligen 657 Einwohner auf 276 Haushalte. 92,5 % der Bevölkerung bezeichneten sich als Weiße, 1,4 % als Afroamerikaner, 0,3 % als Indianer und 2,4 % als Asian Americans. 2,4 % gaben die Angehörigkeit zu einer anderen Ethnie und 0,9 % zu mehreren Ethnien an. 12,6 % der Bevölkerung bestand aus Hispanics oder Latinos.
Im Jahr 2010 lebten in 38,5 % aller Haushalte Kinder unter 18 Jahren sowie 24,3 % aller Haushalte Personen mit mindestens 65 Jahren. 77,9 % der Haushalte waren Familienhaushalte (bestehend aus verheirateten Paaren mit oder ohne Nachkommen bzw. einem Elternteil mit Nachkomme). Die durchschnittliche Größe eines Haushalts lag bei 2,91 Personen und die durchschnittliche Familiengröße bei 3,22 Personen.
28,8 % der Bevölkerung waren jünger als 20 Jahre, 25,0 % waren 20 bis 39 Jahre alt, 26,9 % waren 40 bis 59 Jahre alt und 19,1 % waren mindestens 60 Jahre alt. Das mittlere Alter betrug 37 Jahre. 51,9 % der Bevölkerung waren männlich und 48,1 % weiblich.
Das durchschnittliche Jahreseinkommen lag bei 21.198 $, dabei lebten 58,4 % der Bevölkerung unter der Armutsgrenze.